# Motorrad-Weltmeisterschaft 1957
Die Motorrad-WM-Saison 1957 war die neunte in der Geschichte der FIM-Motorrad-Straßenweltmeisterschaft.
In allen Soloklassen wurden sechs und bei den Gespannen fünf Rennen ausgetragen.

## Punkteverteilung
| Punktewertung | Punktewertung | Punktewertung | Punktewertung | Punktewertung | Punktewertung | Punktewertung |
| ------------- | ------------- | ------------- | ------------- | ------------- | ------------- | ------------- |
| Platz         | 1             | 2             | 3             | 4             | 5             | 6             |
| Punkte        | 8             | 6             | 4             | 3             | 2             | 1             |

In die Wertung kamen bei weniger als acht ausgetragenen Rennen die besten vier Resultate; wurden acht oder mehr Rennen ausgetragen, wurden die fünf besten erzielten Resultate in die WM-Wertung einbezogen.

## Wissenswertes

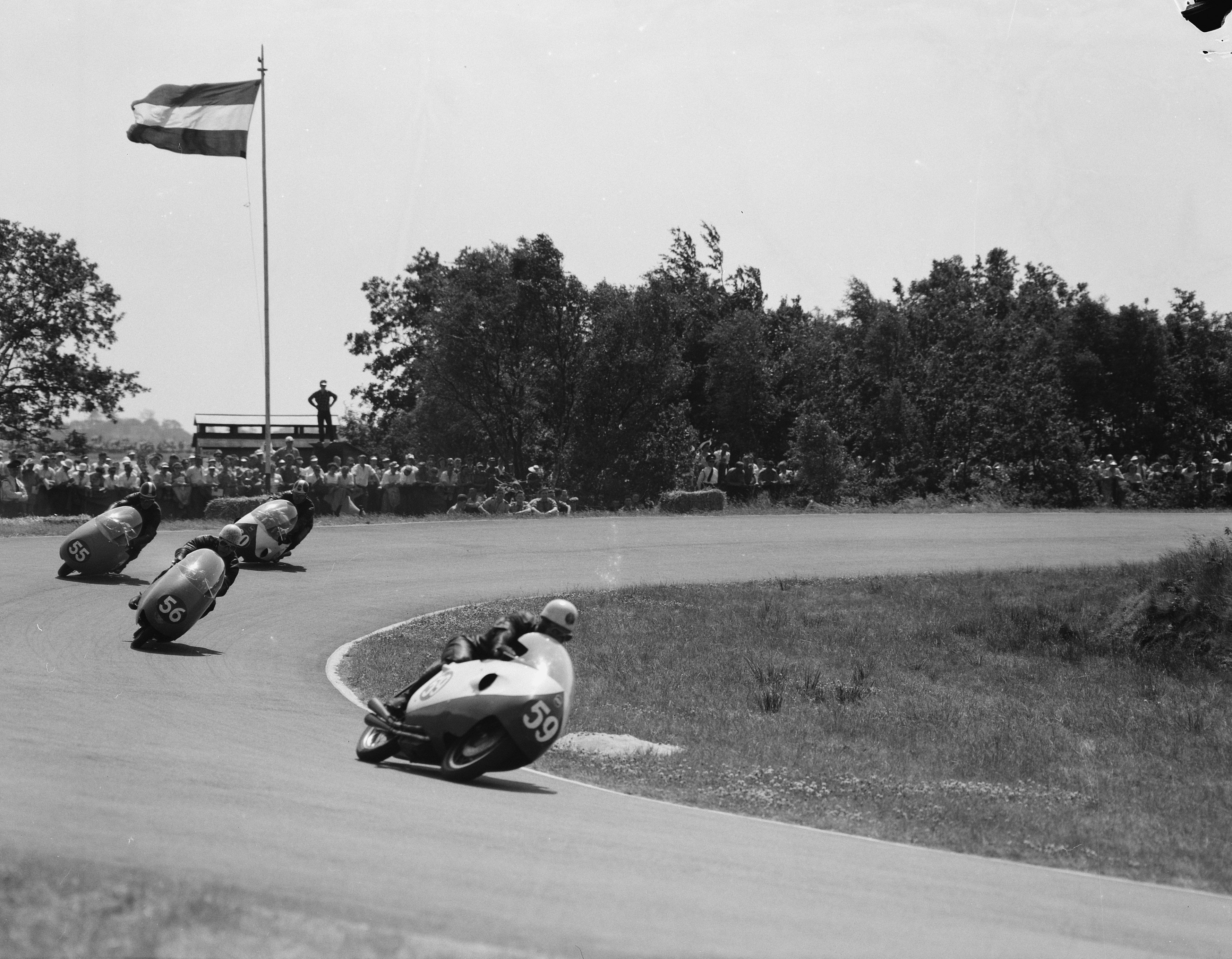
Die groß dimensionierten Hochgeschwindigkeitsverkleidungen wurden zum Saisonende verboten

### Die Affäre Brett–Liberati
Am Start des 500-cm³-Rennens um den Großen Preis von Belgien gab es an der Vierzylinder-Moto-Guzzi von Libero Liberati ein Problem an der Zündung. Der Gilera-Rennleiter Roberto Pierso bat daraufhin die Rennleitung um die Erlaubnis, Liberati mit dem Motorrad von Bob Brown starten zu lassen. Nach Rücksprache mit den Präsidenten der CSI stimmte diese zu und Liberati startete mit der Startnummer Browns. Während des Rennens legten MV Agusta und Norton gegen diese Entscheidung Protest ein. Nachdem Liberati das Rennen als Sieger beendet hatte, wurde er deshalb aus der Wertung genommen und der Norton-Pilot Jack Brett zum Sieger erklärt. Nun protestierte Gilera seinerseits gegen die Disqualifikation und erreichte, dass diese im Januar 1958 revidiert und Libero Liberati wieder zum Sieger erklärt wurde. Für die WM-Wertung war diese Entscheidung jedoch nicht mehr relevant.

### Das Ende einer Ära
Am 26. September 1957 gaben die drei italienischen Marken F.B Mondial, Gilera und Moto Guzzi ihren Rückzug aus der Motorrad-WM bekannt. Als Gründe wurden steigende Kosten bei gleichzeitigen Rückgang der Verkaufszahlen, das damalige schlechte Image des Motorsports in Italien sowie die durch die immer schneller und stärker werdenden Maschinen gefährdete Sicherheit der Fahrer genannt. Die meisten betroffenen Fahrer wurden davon nicht direkt informiert, sondern erfuhren die Nachricht aus den Medien. Die beiden anderen aktiven italienischen Marken, MV Agusta und Ducati, unterstrichen hingegen ihre Absicht, weiter in der Weltmeisterschaft starten zu wollen.

### Todesfälle
- Roberto Colombo kam am 6. Juli 1957 bei einem Unfall im Training zum 350-cm³-Grand Prix von Belgien ums Leben.
- Fritz Hillebrand verunglückte am 24. August 1957 bei einem wenig bedeutenden Rennen auf dem Stadtkurs Deusto-San Ignacio im spanischen Bilbao tödlich. Manfred Grunwald wurde schwer verletzt und zog sich daraufhin vom Rennsport zurück, da das Duo bereits als Weltmeister feststand, gewann Hillebrand postum den Titel.
- Der deutsche Gespannpilot Josef Knebel starb bei einem Unfall im Rennen um den Großen Preis der Niederlande.

### Verbot der Vollverkleidungen
Nach einer Reihe schwerer Unfälle, bedingt durch die enorme Anfälligkeit für Seitenwind, verbot die FIM am Saisonende 1957 den weiteren Einsatz der groß dimensionierten Vollverkleidungen an den Maschinen. Dieses Verbot hatte aber nichts (wie manchmal behauptet) mit dem, weiter oben beschriebenen, Rückzug von Gilera, F.B Mondial und Moto Guzzi zu tun.

## 500-cm³-Klasse

### Rennergebnisse
|   | Datum  | Rennen                 | Strecke           | Platz 1         | Platz 2         | Platz 3        | Schn. Rennrunde |
| - | ------ | ---------------------- | ----------------- | --------------- | --------------- | -------------- | --------------- |
| 1 | 19.05. | 21. GP von Deutschland | Hockenheim        | Libero Liberati | Bob McIntyre    | Walter Zeller  | Bob McIntyre    |
| 2 | 07.06. | 39. Isle of Man TT     | Mountain Course   | Bob McIntyre    | John Surtees    | Bob Brown      | Bob McIntyre    |
| 3 | 29.06. | 27. Dutch TT           | Assen             | John Surtees    | Libero Liberati | Walter Zeller  | Bob McIntyre    |
| 4 | 07.07. | 30. GP von Belgien     | Spa-Francorchamps | Jack Brett      | Keith Bryen     | Derek Minter   | Keith Campbell  |
| 5 | 10.08. | 29. Ulster GP          | Dundrod           | Libero Liberati | Bob McIntyre    | Geoff Duke     | John Surtees    |
| 6 | 01.09. | 35. GP der Nationen    | Monza             | Libero Liberati | Geoff Duke      | Alfredo Milani | Libero Liberati |

### Fahrerwertung
| 1 | Libero Liberati | Gilera              | 32 (38) |
| 2 | Bob McIntyre    | Gilera              | 20      |
| 3 | John Surtees    | MV Agusta           | 17      |
| 4 | Geoff Duke      | Gilera              | 10      |
| 5 | Jack Brett      | Norton              | 9       |
| 6 | Walter Zeller   | BMW                 | 8       |
| 7 | Keith Bryen     | Norton / Moto Guzzi | 7       |
| 8 | Dickie Dale     | Moto Guzzi          | 6       |
| 9 | Bob Brown       | Gilera              | 4       |
|   | Alfredo Milani  | Gilera              | 4       |

| 11 | Terry Shepherd    | MV Agusta  | 4 |
| 12 | Derek Minter      | Norton     | 3 |
|    | Geoff Tanner      | Norton     | 3 |
| 14 | Ernst Hiller      | BMW        | 3 |
| 15 | Keith Campbell    | Moto Guzzi | 2 |
|    | Mike O’Rourke     | Norton     | 2 |
|    | Umberto Masetti   | MV Agusta  | 2 |
| 18 | Alan Trow         | Norton     | 1 |
|    | Hans-Günter Jäger | BMW        | 1 |

(Punkte in Klammern inklusive Streichresultate)

### Konstrukteurswertung
| 1 | Gilera     | 32 (46) |
| 2 | Norton     | 20 (21) |
| 3 | MV Agusta  | 19 (20) |
| 4 | Moto Guzzi | 12      |
| 5 | BMW        | 9       |

(Punkte in Klammern inklusive Streichresultate)

## 350-cm³-Klasse

### Rennergebnisse
|   | Datum  | Rennen                 | Strecke           | Platz 1         | Platz 2          | Platz 3          | Schn. Rennrunde |
| - | ------ | ---------------------- | ----------------- | --------------- | ---------------- | ---------------- | --------------- |
| 1 | 19.05. | 21. GP von Deutschland | Hockenheim        | Libero Liberati | John Hartle      | Helmut Hallmeier | Bob McIntyre    |
| 2 | 07.06. | 39. Isle of Man TT     | Mountain Course   | Bob McIntyre    | Keith Campbell   | Bob Brown        | Bob McIntyre    |
| 3 | 29.06. | 27. Dutch TT           | Assen             | Keith Campbell  | Bob McIntyre     | Libero Liberati  | Keith Campbell  |
| 4 | 07.07. | 30. GP von Belgien     | Spa-Francorchamps | Keith Campbell  | Libero Liberati  | Keith Bryen      | Libero Liberati |
| 5 | 10.08. | 29. Ulster GP          | Dundrod           | Keith Campbell  | Keith Bryen      | Libero Liberati  | Keith Bryen     |
| 6 | 01.09. | 35. GP der Nationen    | Monza             | Bob McIntyre    | Giuseppe Colnago | Libero Liberati  | Alano Montanari |

### Fahrerwertung
| 1 | Keith Campbell   | Moto Guzzi          | 30      |
| 2 | Bob McIntyre     | Gilera              | 22      |
| 3 | Libero Liberati  | Gilera              | 22 (26) |
| 4 | Keith Bryen      | Norton / Moto Guzzi | 12      |
| 5 | John Hartle      | Norton              | 11      |
| 6 | Giuseppe Colnago | Moto Guzzi          | 7       |
| 7 | Bob Brown        | Gilera / Velocette  | 6       |
| 8 | Alano Montanari  | Moto Guzzi          | 5       |
| 9 | Helmut Hallmeier | NSU                 | 4       |

| 10 | Umberto Masetti  | Moto Guzzi | 3 |
|    | John Surtees     | MV Agusta  | 3 |
|    | Jack Brett       | Norton     | 3 |
|    | Alfredo Milani   | Gilera     | 3 |
| 14 | Eric Hinton      | Norton     | 2 |
|    | Dave Chadwick    | Norton     | 2 |
|    | Adelmo Mandolini | Moto Guzzi | 2 |
| 17 | Dick Thomson     | A.J.S.     | 1 |
|    | Peter Murphy     | A.J.S.     | 1 |
|    | Fron Purslow     | Norton     | 1 |

(Punkte in Klammern inklusive Streichresultate)

### Konstrukteurswertung
| 1 | Gilera     | 36 (40) |
| 2 | Moto Guzzi | 30 (38) |
| 3 | Norton     | 14 (15) |
| 4 | MV Agusta  | 6       |
| 5 | NSU        | 4       |
| 6 | A.J.S.     | 2       |

(Punkte in Klammern inklusive Streichresultate)

## 250-cm³-Klasse

### Rennergebnisse
|   | Datum  | Rennen                 | Strecke           | Platz 1           | Platz 2         | Platz 3           | Schn. Rennrunde   |
| - | ------ | ---------------------- | ----------------- | ----------------- | --------------- | ----------------- | ----------------- |
| 1 | 19.05. | 21. GP von Deutschland | Hockenheim        | Carlo Ubbiali     | Roberto Colombo | Cecil Sandford    | Carlo Ubbiali     |
| 2 | 05.06. | 39. Isle of Man TT     | Clypse Course     | Cecil Sandford    | Luigi Taveri    | Roberto Colombo   | Tarquinio Provini |
| 3 | 29.06. | 27. Dutch TT           | Assen             | Tarquinio Provini | Cecil Sandford  | Sammy Miller      | Tarquinio Provini |
| 4 | 07.07. | 30. GP von Belgien     | Spa-Francorchamps | John Hartle       | Sammy Miller    | Cecil Sandford    | Tarquinio Provini |
| 5 | 10.08. | 29. Ulster GP          | Dundrod           | Cecil Sandford    | Dave Chadwick   | Tommy Robb        | Dave Chadwick     |
| 6 | 01.09. | 35. GP der Nationen    | Monza             | Tarquinio Provini | Remo Venturi    | Enrico Lorenzetti | Tarquinio Provini |

### Fahrerwertung
| 1  | Cecil Sandford      | F.B Mondial     | 26 (33) |
| 2  | Tarquinio Provini   | F.B Mondial     | 16      |
| 3  | Sammy Miller        | F.B Mondial     | 14      |
| 4  | Roberto Colombo (†) | MV Agusta       | 10      |
| 5  | Carlo Ubbiali       | MV Agusta       | 8       |
|    | John Hartle         | REG / MV Agusta | 8       |
| 7  | Luigi Taveri        | MV Agusta       | 8       |
| 8  | Dave Chadwick       | MV Agusta       | 7       |
| 9  | Enrico Lorenzetti   | Moto Guzzi      | 7       |
| 10 | Remo Venturi        | MV Agusta       | 6       |
| 11 | František Bartoš    | ČZ              | 5       |

| 12 | Tommy Robb         | NSU        | 4 |
| 13 | Arthur Wheeler     | Moto Guzzi | 4 |
| 14 | Fortunato Libanori | Moto Guzzi | 3 |
|    | Bob Brown          | NSU        | 3 |
| 16 | František Šťastný  | Jawa       | 2 |
|    | David Andrews      | NSU        | 2 |
| 18 | Helmut Hallmeier   | NSU        | 1 |
|    | Günter Beer        | Adler      | 1 |
|    | Sammy Hodgins      | Velocette  | 1 |
|    | Alano Montanari    | Moto Guzzi | 1 |

(Punkte in Klammern inklusive Streichresultate)

### Konstrukteurswertung
| 1 | F.B Mondial | 32 (42) |
| 2 | MV Agusta   | 28 (37) |
| 3 | NSU         | 17 (20) |
| 4 | Moto Guzzi  | 11      |
| 5 | ČZ          | 5       |
| 6 | Jawa        | 2       |
| 7 | Adler       | 1       |
|   | Velocette   | 1       |

(Punkte in Klammern inklusive Streichresultate)

## 125-cm³-Klasse

### Rennergebnisse
|   | Datum  | Rennen                 | Strecke           | Platz 1           | Platz 2           | Platz 3         | Schn. Rennrunde   |
| - | ------ | ---------------------- | ----------------- | ----------------- | ----------------- | --------------- | ----------------- |
| 1 | 19.05. | 21. GP von Deutschland | Hockenheim        | Carlo Ubbiali     | Tarquinio Provini | Roberto Colombo | Tarquinio Provini |
| 2 | 05.06. | 39. Isle of Man TT     | Clypse Course     | Tarquinio Provini | Carlo Ubbiali     | Luigi Taveri    | Tarquinio Provini |
| 3 | 29.06. | 27. Dutch TT           | Assen             | Tarquinio Provini | Roberto Colombo   | Luigi Taveri    | Tarquinio Provini |
| 4 | 07.07. | 30. GP von Belgien     | Spa-Francorchamps | Tarquinio Provini | Luigi Taveri      | Cecil Sandford  | Tarquinio Provini |
| 5 | 10.08. | 29. Ulster GP          | Dundrod           | Luigi Taveri      | Tarquinio Provini | Remo Venturi    | Tarquinio Provini |
| 6 | 01.09. | 35. GP der Nationen    | Monza             | Carlo Ubbiali     | Sammy Miller      | Luigi Taveri    | Carlo Ubbiali     |

### Fahrerwertung
| 1 | Tarquinio Provini   | F.B Mondial | 30 (36) |
| 2 | Carlo Ubbiali       | MV Agusta   | 22      |
| 3 | Luigi Taveri        | MV Agusta   | 22 (28) |
| 4 | Sammy Miller        | F.B Mondial | 12      |
| 5 | Roberto Colombo (†) | MV Agusta   | 11      |
| 6 | Cecil Sandford      | F.B Mondial | 9       |
| 7 | Remo Venturi        | MV Agusta   | 6       |
| 8 | Fortunato Libanori  | MV Agusta   | 5       |

| 9  | Horst Fügner     | MZ          | 3 |
|    | František Bartoš | ČZ          | 3 |
|    | Dave Chadwick    | MV Agusta   | 3 |
| 12 | Bill Webster     | MV Agusta   | 3 |
| 13 | Ernst Degner     | MZ          | 1 |
|    | Bill Maddrick    | MV Agusta   | 1 |
|    | Guido Sala       | F.B Mondial | 1 |

(Punkte in Klammern inklusive Streichresultate)

### Konstrukteurswertung
| 1 | F.B Mondial | 30 (42) |
| 2 | MV Agusta   | 30 (42) |
| 3 | MZ          | 3       |
|   | ČZ          | 3       |

(Punkte in Klammern inklusive Streichresultate)

## Gespanne (500 cm³)

### Rennergebnisse
|   | Datum  | Rennen                 | Strecke           | Platz 1                             | Platz 2                          | Platz 3                             | Schn. Rennrunde                     |
| - | ------ | ---------------------- | ----------------- | ----------------------------------- | -------------------------------- | ----------------------------------- | ----------------------------------- |
| 1 | 19.05. | 21. GP von Deutschland | Hockenheim        | Fritz Hillebrand / Manfred Grunwald | Walter Schneider / Hans Strauß   | Josef Knebel / Rolf Amfaldern       | Fritz Hillebrand / Manfred Grunwald |
| 2 | 05.06. | 39. Isle of Man TT     | Clypse Course     | Fritz Hillebrand / Manfred Grunwald | Walter Schneider / Hans Strauß   | Florian Camathias / Jules Galliker  | Fritz Hillebrand / Manfred Grunwald |
| 3 | 29.06. | 27. Dutch TT           | Assen             | Fritz Hillebrand / Manfred Grunwald | Jackie Beeton / Tony Partridge   | Loni Neußner / Dieter Hess          | Cyril Smith / Stanley Dibben        |
| 4 | 07.07. | 30. GP von Belgien     | Spa-Francorchamps | Walter Schneider / Hans Strauß      | Florian Camathias / Hilmar Cecco | Fritz Hillebrand / Manfred Grunwald | Florian Camathias / Hilmar Cecco    |
| 5 | 01.09. | 35. GP der Nationen    | Monza             | Albino Milani / Rossano Milani      | Cyril Smith / Eric Bliss         | Florian Camathias / Hilmar Cecco    | Albino Milani / Rossano Milani      |

### Fahrerwertung
| 1  | Fritz Hillebrand (†) | Manfred Grunwald                       | BMW    | 28 |
| 2  | Walter Schneider     | Hans Strauß                            | BMW    | 20 |
| 3  | Florian Camathias    | Jules Galliker bzw. Hilmar Cecco       | BMW    | 17 |
| 4  | Jackie Beeton        | Charles Billingham bzw. Tony Partridge | Norton | 9  |
| 5  | Albino Milani        | Rossano Milani                         | Gilera | 8  |
| 6  | Cyril Smith          | Stanley Dibben bzw. Eric Bliss         | Norton | 7  |
| 7  | Loni Neußner         | Dieter Hess                            | BMW    | 7  |
| 8  | Josef Knebel (†)     | Rolf Amfaldern                         | BMW    | 4  |
| 9  | Jacques Drion        | Inge Stoll-Laforge                     | BMW    | 4  |
| 10 | Edgar Strub          | Mick Woollett                          | Norton | 3  |
|    | Pip Harris           | Ray Campbell                           | Norton | 3  |
|    | Fritz Scheidegger    | Horst Burkhardt                        | BMW    | 3  |
| 13 | Marcel Beauvais      | André Coudert                          | Norton | 3  |
| 14 | Charlie Freeman      | John Chisnell                          | Norton | 2  |
| 15 | Peter Woollett       | George Loft                            | Norton | 1  |
| 16 | Werner Großmann      | Alfred Schmidt                         | Norton | 1  |

### Konstrukteurswertung
| 1 | BMW    | 32 (36) |
| 2 | Norton | 18 (19) |
| 3 | Gilera | 8       |

(Punkte in Klammern inklusive Streichresultate)